# Медісін-Парк (Оклахома)
Медісін-Парк (англ. Medicine Park) — місто (англ. town) в США, в окрузі Команчі штату Оклахома. Населення — 411 особа (2020).

## Географія
Медісін-Парк розташований за координатами 34°44′4″ пн. ш. 98°28′39″ зх. д. / 34.73444° пн. ш. 98.47750° зх. д. (34.734407, -98.477621).  За даними Бюро перепису населення США в 2010 році місто мало площу 5,35 км², з яких 5,22 км² — суходіл та 0,13 км² — водойми.

## Демографія
Згідно з переписом 2010 року, у місті мешкали 382 особи в 191 домогосподарстві у складі 112 родин. Густота населення становила 71 особа/км².  Було 306 помешкань (57/км²).
Расовий склад населення:
| - 88,2 % — білих - 3,7 % — корінних американців - 0,8 % — вихідців з тихоокеанських островів - 0,8 % — чорних або афроамериканців - 0,5 % — азіатів - 2,4 % — осіб інших рас |

До двох чи більше рас належало 3,7 %. Частка іспаномовних становила 6,0 % від усіх жителів.
За віковим діапазоном населення розподілялося таким чином: 14,1 % — особи молодші 18 років, 72,8 % — особи у віці 18—64 років, 13,1 % — особи у віці 65 років та старші. Медіана віку мешканця становила 47,0 року. На 100 осіб жіночої статі у місті припадало 100,0 чоловіків;  на 100 жінок у віці від 18 років та старших — 105,0 чоловіків також старших 18 років.
Середній дохід на одне домашнє господарство  становив 60 307 доларів США (медіана — 48 182), а середній дохід на одну сім'ю — 63 220 доларів (медіана — 48 889). Медіана доходів становила 41 250 доларів для чоловіків та 36 635 доларів для жінок. За межею бідності перебувало 16,3 % осіб, у тому числі 61,9 % дітей у віці до 18 років та 0,0 % осіб у віці 65 років та старших.
Цивільне працевлаштоване населення становило 139 осіб. Основні галузі зайнятості: публічна адміністрація — 30,2 %, освіта, охорона здоров'я та соціальна допомога — 12,2 %, транспорт — 11,5 %, науковці, спеціалісти, менеджери — 11,5 %.